# Dendropicos pyrrhogaster
Dendropicos pyrrhogaster е вид птица от семейство Picidae. Видът е незастрашен от изчезване.

## Разпространение
Разпространен е в Бенин, Камерун, Кот д'Ивоар, Гана, Гвинея, Либерия, Мали, Нигерия, Сиера Леоне и Того.